# Classe Akizuki (1959)
Pour les autres classes de navires du même nom, voir Classe Akizuki.
La classe Akizuki est une classe de destroyers construit pour la force maritime d’autodéfense japonaise à la fin des années 1950. Il était prévu que cette classe soit un « chef de flottille » doté de capacités de commandement et de contrôle améliorées. Cette classe a donc parfois été classée en tant que « navire DDC » de manière non officielle, selon la désignation des navires de la marine japonaise.

## Les bâtiments
| Pennant number          | Nom      | Pose de la quille | Lancement    | Mise en service | Retrait           |
| ----------------------- | -------- | ----------------- | ------------ | --------------- | ----------------- |
| DD-161 ASU-7010         | Akizuki  | 31 juillet 1958   | 26 juin 1959 | 13 février 1960 | 7 décembre 1993   |
| DD-162 ASU-7012 TV-3504 | Teruzuki | 15 août 1958      | 24 juin 1959 | 29 février 1960 | 27 septembre 1993 |